# Parafia Zmartwychwstania Pańskiego w Wojcieszowie
Niezależna Parafia Starokatolicka pw. Zmartwychwstania Pańskiego w Wojcieszowie – dawna parafia Kościoła Starokatolickiego w RP istniejąca w latach 2003–2015 i 2016–2017, aktualnie niezależna placówka starokatolicka. Do parafii należeli mieszkańcy z terenu województwa dolnośląskiego. Kaplica znajdowała się na terenie Ośrodka Wypoczynkowego „Agat” w Wojcieszowie. Przy parafii działało Ekumeniczne Centrum Pomocy Bliźniemu „Deus Caritas Est”. 

## Historia
Budynek, w którym znajduje się kaplica, został zakupiony przez ks. Wojciecha Kolma w 1994 dla potrzeb zorganizowania Domu Spokojnej Starości „Adalbertus”, jednakże nie mieszkali w nim staruszkowie lecz często przebywało w nim kilkunastu młodych chłopców. Wcześniej był to zaniedbany Hotel „Holland”, znajdujący się na obrzeżach Wojcieszowa. Bp Wojciech Kolm w tym czasie, mimo że dom pozostawał jego własnością, rezydował w parafii katedralnej Opatrzności Bożej w Markach koło Warszawy. Fikcyjny Dom Spokojnej Starości „Adalbertus” w okresie swojego funkcjonowania generował zyski, które przeznaczano nie tylko na jego modernizację, ale również na rozwój wojcieszowskiej parafii i całej administracji odrodzonego Kościoła Starokatolickiego w RP.
Parafia Zmartwychwstania Pańskiego w Wojcieszowie została formalnie erygowana 1 stycznia 2003 i jej pierwszym proboszczem został ks. Jan Dariusz Kwietniewski. W parafii działalność duszpasterską prowadził również bp Marek Kordzik, późniejszy Zwierzchnik Kościoła Starokatolickiego. Na początku tego samego roku bp Wojciech Kolm został aresztowany w Jeleniej Górze za udział w przestępstwach obyczajowych dotyczących wykorzystywania seksualnego nieletnich. Zatrzymanie zwierzchnika pozbawiło go możliwości kierowania Kościołem Starokatolickim w RP. 25 i 26 kwietnia 2003 w Wojcieszowie, z inspiracji bp. Marka Kordzika, odbył się Synod Kościoła Starokatolickiego, który jednak nie został uznany przez władze państwowe, bowiem w tym czasie sytuacja Wojciecha Kolma pozostawała nieuregulowana.
Po odbyciu kary, w 2006 Wojciech Kolm przeniósł się do Wojcieszowa i zajął się zarządzaniem fikcyjnym pensjonatem Dom Pogodnej Jesieni „Adalbertus”. 1 lutego 2008 Wojciech Kolm został ponownie aresztowany za przestępstwa obyczajowe pod zarzutem molestowania gimnazjalisty z Wojcieszowa i został skazany na dodatkową karę więzienia.
Przez kilka lat Dom Spokojnej Starości „Adalbertus” był nieczynny, przez co parafia nie funkcjonowała. Wierni mogli w latach 2009–2013 korzystać z duszpasterstwa parafii Miłosierdzia Bożego w Kamiennej Górze. Do 2006 (następnie w okresie 2009–2012) działała również parafia Miłosierdzia Bożego w Jeleniej Górze. Na przełomie 2013 i 2014 roku Rada Kościoła Starokatolickiego w RP w porozumieniu z właścicielem budynku przy ul. Górniczej 8, opiekę nad wiernymi z terenu województwa dolnośląskiego powierzyła młodemu ks. Robertowi Dreznerowi. Od lipca 2014, gdy ks. Robert Drezner rozpoczął pracę w parafii starokatolickiej w Bytomiu, kaplicę obsługiwali różni duchowni Kościoła Starokatolickiego, zgodnie z potrzebami wiernych. W latach 2015–2016 ze względu na brak stałego duszpasterza parafia faktycznie nie funkcjonowała. Została reaktywowana w 2016, kiedy jej proboszczem został ponownie bp Wojciech Zdzisław Kolm.
4 marca 2017 roku w kaplicy parafialnej z rąk biskupa Wojciecha Kolma święcenia kapłańskie diakonatu przyjęło dwóch kleryków: Piotr Janowski i Waldemar Maj. W dniach 21–22 lipca 2017 roku w tej samej kaplicy udzielono święceń biskupich ks. Arturowi Wiecińskiemu.
We wrześniu 2017 roku, ze względu na konflikt biskupa Wojciecha Kolma z prawnymi władzami Kościoła Starokatolickiego w RP, parafia została wykreślona ze spisu jednostek Kościoła Starokatolickiego w RP. Od grudnia 2017 roku pełni funkcję niezależnej parafii starokatolickiej pw. Zmartwychwstania Pańskiego; kaplica parafii przeszła generalny remont dzięki środkom pozyskanym z działalności Domu Rekolekcyjnego im. abp. Władysława Farona, który funkcjonuje na terenie ośrodka.